# Arany Bálint (gépészmérnök)
Arany Bálint, Arany Bálint János (Rinyaújlak, 1901. február 28. – Budapest, 1987. november 24.) magyar gépészmérnök, politikus. A Magyar Közösség munkájában való részvételéért koncepciós perben elítélték.

## Élete
Egy négygyermekes családból származott, szülei Arany Bálint református tanító és Sipos Róza. A csurgói református gimnáziumban érettségizett. A budapesti műegyetemen szerzett gépészmérnöki diplomát 1925-ben. A Svéd Golyóscsapágy Rt. (SKF) alkalmazta 1929-ben. Mint tervezőmérnöknek jelentős szerepe volt a golyóscsapágyak magyarországi elterjesztésében. 1935. április 11-én Budapesten feleségül vette Köpeczy Ilona Mária Borbálát.
A második világháború idején a németellenes tevékenységet folytató Magyar Közösség tagja volt. Része volt a Turul Könyvkiadó és a Magyar Út című hetilap anyagi megalapozásában és fejlesztésében. 1945-től az FKGP központjában dolgozott szervezőtitkárként. 1946 decemberében letartóztatták a Magyar Köztársaság és a demokratikus rendszer megdöntésére szervezett összeesküvés vádjával. A koncepciós perben előbb életfogytiglani börtönbüntetésre ítélték, majd az ítéletet 12 évi fegyházbüntetésre változtatták. 1956 szeptemberében szabadult, jogilag rehabilitálták, folytatta mérnöki munkáját, de rendőri zaklatások kísérték élete végéig. Könyve Koronatanú (Emlékirat 1945–57) címmel jelent meg 1990-ben Budapesten.